# Beherbergungsverbot
Beherbergungsverbote gebieten es Betreibern von Beherbergungsbetrieben, potenzielle Gäste abzuweisen, die in dem Betrieb beherbergt werden wollen. In einigen Fällen müssen bereits beherbergte Gäste vorzeitig ihren Aufenthalt in dem Beherbergungsbetrieb abbrechen, in anderen Fällen dürfen sie ihn bis zum geplanten Ende ihres Aufenthalts fortsetzen. Zu unterscheiden sind selektive Beherbergungsverbote, die sich gegen (potenzielle) Gäste richten, die in Risikogebieten ihren Wohnsitz haben bzw. sich dort vor Kurzem aufgehalten haben, von umfassenden Beherbergungsverboten, die alle betreffen, deren Reise als „touristisch“ eingestuft und als „nicht notwendig“ bewertet wird.

## Beherbergungsverbote vs. Beherbergungsbeschränkungen
Beherbergungsverbote werden im Zusammenhang mit Pandemien, aktuell im Kontext der COVID-19-Pandemie in Deutschland, auf der Grundlage des Infektionsschutzgesetzes ausgesprochen. Eine Beherbergungsbeschränkung liegt dann vor, wenn ein Reisender eine Bescheinigung über ein negatives Ergebnis eines SARS-CoV-2-Tests vorlegen und dadurch eine Beherbergung möglich machen kann. Wenn diese Möglichkeit besteht, liegt streng genommen kein Beherbergungsverbot vor. Das Bundesverfassungsgericht stellte in der Begründung seiner Ablehnung des Eilantrags gegen das Land Schleswig-Holstein am 22. Oktober 2020 fest, dass „es sich […] nicht um ein generelles Einreise- oder Urlaubsverbot“ handele, wenn der Verordnungsgeber die Möglichkeit eines Tests einräume.
Im Zuge der Reform des Infektionsschutzgesetzes wurde am 18. November 2020 ein neuer § 28a in das Gesetz eingefügt. Durch diesen wird in Absatz 1 Nr. 12 bestimmt, dass im Kontext „einer epidemischen Lage von nationaler Tragweite“ ausdrücklich auch Übernachtungsangebote untersagt oder beschränkt werden dürfen.

## Selektive Verbote und Beschränkungen vs. umfassende Verbote der Beherbergung
Es gibt zwei Typen selektiver Beherbergungsverbote, und zwar solche, die sich auf die geographische Herkunft bzw. den letzten Aufenthalt Beherbergungswilliger beziehen, und (seit 2021) solche, die sich auf seinen Impfstatus beziehen.

### Herkunftsbezogene Beherbergungsverbote
Ein selektives Beherbergungsverbot des erstgenannten Typs verpflichtet in Deutschland Beherbergungsbetriebe dazu, Reisenden aus Risikogebieten eine Beherbergung zu verweigern. In vielen Fällen ist in einem so zu verstehenden Beherbergungsverbot auch das Gebot eingeschlossen, Reisende unverzüglich zur Abreise aufzufordern, sobald ihre Herkunftsregion zu einem Risikogebiet geworden ist. Neben Geschäftsreisenden haben bei selektiven Beherbergungsbeschränkungen solche Reisende aus touristischen Gründen ein Recht, beherbergt zu werden, die aktuelle negative Ergebnisse von Tests auf SARS-CoV-2 vorlegen können. Diese aus dem Jahr 2020 stammende Regelung differenziert nicht zwischen Geimpften und Genesenen einerseits und Nicht-Geimpften andererseits (siehe den folgenden Unterabschnitt), da bis kurz vor Ende des Jahres 2020 noch nicht die Möglichkeit bestand, sich gegen COVID-19 impfen zu lassen.
Umfassende Beherbergungsverbote gebieten es Beherbergungsbetrieben, allen aus touristischen Gründen Reisenden eine Beherbergung zu verweigern. Nur Geschäftsreisende sind in der Regel von dieser Anordnung ausgenommen. In Deutschland gab es umfassende Beherbergungsverbote zunächst vor allem in den Monaten März bis Mai 2020 und November 2020 bis Mai 2021. So bestimmte beispielsweise die „Vierte Verordnung über Maßnahmen zur Eindämmung der Ausbreitung des neuartigen Coronavirus SARS-CoV-2 in Sachsen-Anhalt“ in § 5 Abs. 1: „Den Betreibern von Beherbergungsstätten, wie z. B. Hotels, Hostels, Jugendherbergen, Familienferienstätten, Pensionen und vergleichbaren Angeboten, Campingplätzen, Wohnmobilstellplätzen, Yacht- und Sportboothäfen sowie privaten und gewerblichen Vermietern von Ferienhäusern, Ferienhausparks, Ferienwohnungen, Ferienzimmern sowie von Übernachtungs- und Schlafgelegenheiten (homesharing) und vergleichbaren Angeboten ist es untersagt, Personen zu touristischen Zwecken zu beherbergen.“
Ab dem 2. November 2020 waren (zunächst bis zum Ende November 2020 befristet) in ganz Deutschland wieder umfassende Beherbergungsverbote in Kraft. Nach der Verabredung der Bundeskanzlerin mit den Chefs der Landesregierungen sollte gelten: „Übernachtungsangebote im Inland werden nur noch für notwendige und ausdrücklich nicht touristische Zwecke zur Verfügung gestellt.“ Am 25. November verabredete die Bundeskanzlerin mit den Regierungschefs der Länder, diese Maßnahmen bis zum 20. Dezember 2020 fortzusetzen. Andere Maßnahmen wurden verschärft. Am 2. Dezember 2020 verabredeten sie, die Maßnahmen bis zum 10. Januar 2021 weiterzuführen.
Es gibt auch umfassende Beherbergungsverbote, die nur regional wirksam sind. Durch sie sollen Reisewillige und bereits anwesende Gäste vor „Gefährdern“ geschützt werden, die sich in der Zielregion aufhalten. Dem letztgenannten Zweck dienten z. B. im Oktober 2020 die Einschränkungen im Landkreis Berchtesgadener Land, in dem es eine seinerzeit als extrem hoch geltende 7-Tage-Inzidenz gab. Zu den Schutzmaßnahmen gehörte auch ein Verbot, in Beherbergungsbetrieben Touristen aufzunehmen bzw. sie dort weiter zu beherbergen. In den deutschen Nachbarlandkreisen des Landkreises Berchtesgadener Land gab es über einen kurzen Zeitraum im Herbst 2020 weiterhin selektive Beherbergungsbeschränkungen.
Die Praxis, „Landeskinder“ grundsätzlich anders zu behandeln als „Landesfremde“, wurde vom Oberverwaltungsgericht Niedersachsen am 18. Mai 2021 als rechtswidrig bewertet (siehe unten im Abschnitt „Niedersachsen“).
Bis zum Juli 2021 wurden in allen Ländern Beherbergungsverbote und -beschränkungen, die im Herbst 2020, im Winter 2020/2021 sowie im Frühjahr 2021 gegolten hatten, außer Kraft gesetzt.

### Impfstatusbezogene Beherbergungsverbote
Seit dem Sommer 2021 ist es allen erwachsenen Personen, die in Deutschland leben und nicht aus medizinischen Gründen nicht geimpft werden dürfen, möglich, sich gegen SARS-CoV-2 impfen zu lassen. Eine Impfpflicht gegen COVID-19 wurde bis in den Spätherbst 2021 von Politikern kategorisch ausgeschlossen. Aus dieser Konstellation ergab sich eine für viele überraschend hohe Quote von freiwillig Ungeimpften in Deutschland. Diese Gruppe erwies sich während der vierten COVID-19-Welle als Haupt-Pandemietreiber.
In der Folge ging die Politik dazu über, vollständig gegen COVID-19 Geimpfte und als von der Krankheit genesen Geltende mit mehr Rechten auszustatten als Nicht-Geimpfte. Wichtigstes Instrument dieser Politik sind 3G- und 2G-Regeln. Bei 2G-Regeln (auch bei 2G plus-Regeln) besteht für Nicht-Geimpfte generell nicht die Möglichkeit, sich durch einen tagesaktuellen Test Zugang zu einem Dienstleistungsangebot zu verschaffen, das nur für Geimpfte und Genesene zur Verfügung gestellt werden darf.
Zu diesen Dienstleistungsangeboten gehören auch Beherbergungsangebote. Den Ausschluss von Beherbergungsangeboten können Nicht-Geimpfte von sich aus jederzeit beenden, indem sie sich impfen lassen.

## Rechtfertigung von Beherbergungsverboten und -beschränkungen bis Mai 2021
Das Oberverwaltungsgericht Schleswig-Holstein begründete am 15. Oktober 2020 seine Entscheidung, einen Eilantrag gegen die in Schleswig-Holstein seinerzeit gültige Beherbergungsbeschränkung zurückzuweisen, damit, dass ohne eine solche Beschränkung „Touristen aus Risikogebieten unkontrolliert ins Land kommen“ könnten.
Bereits im Frühjahr und im Sommer 2020 hatten Schleswig-Holstein und Mecklenburg-Vorpommern großen Wert darauf gelegt, eine „Einschleppung“ des SARS-CoV-2-Virus in beide damals relativ gering mit COVID-19 belastete Länder sowie eine Überlastung der Beherbergungseinrichtungen und der touristischen Infrastruktur an den Küsten zu verhindern. Diesem Wunsch hatten die Länder dadurch zusätzlich Nachdruck verliehen, dass sie im Frühjahr 2020 Einreiseverbote für die große Mehrheit einreisewilliger „Landesfremder“ verfügt hatten, und zwar auch für Tagesausflügler.

## Landesspezifische Regelungen

### Baden-Württemberg
Am 15. Juli 2020 erließ die baden-württembergische Landesregierung eine Verordnung, die in § 2 ein „Beherbergungsverbot“ für inländische Reisende aus Risikogebieten vorsah. Am 15. Oktober 2020 setzte der Verwaltungsgerichtshof Baden-Württemberg das entsprechende Verbot vorläufig außer Kraft, das es „voraussichtlich unverhältnismäßig“ sei. Endgültig wurde diese Verordnung durch die „Verordnung des Wirtschaftsministeriums und des Sozialministeriums zur Aufhebung der Corona-Verordnung Beherbergungsverbot vom 20. Oktober 2020“ aufgehoben. Die Aufhebung durch Verordnung trat am 25. Oktober 2020 in Kraft (einen Tag nach der Verkündung der Verordnung zur Aufhebung).
Bei dem „Beherbergungsverbot“ handelte es sich streng genommen um eine Beherbergungsbeschränkung, da eine Beherbergung von Gästen aus Risikogebieten bei Vorlage eines negativen Ergebnisses eines aktuellen COVID-19-Tests zulässig war. Von der Beherbergungsbeschränkung waren auch Gäste aus Baden-Württemberg betroffen.
Mit Verordnung vom 1. November 2020 wurde die Beherbergung wieder eingeschränkt. Hiernach dürfen Übernachtungsangebote gegen Entgelt nur zu geschäftlichen und dienstlichen Zwecken, in besonderen Härtefällen auch zu privaten Zwecken angeboten werden. Die Verordnung galt ab dem 2. November bis zum Ablauf des 30. Novembers 2020. Am 5. November 2020 lehnte es der Verwaltungsgerichtshof Baden-Württemberg (VGH) ab, die Verordnung vorläufig außer Vollzug zu setzen. Der Eingriff in die Berufsfreiheit sei „mit Blick auf die staatlichen Maßnahmen zur Umsatzkompensation voraussichtlich verhältnismäßig“. Probleme mit der „Wesentlichkeitsdoktrin“ ließ der VGH im einstweiligen Rechtsschutz offen.
Diese Regelungen wurden bis zum 20. Dezember 2020 verlängert. Mit Verordnung vom 11. Dezember 2020 und vom 15. Dezember 2020 wurden die Regelungen bis zum 10. Januar 2021 verlängert. Baden-Württemberg erkannte entgeltliche Übernachtungen für erlaubte Familienbesuche zu Weihnachten als Härtefälle an.

### Bayern
Die Sechste Bayerische Infektionsschutzmaßnahmenverordnung vom 19. Juni 2020 bestimmte in § 14 Abs. 2, dass Beherbergungsbetriebe in Bayern keine Gäste aufnehmen durften, „die aus einem Landkreis oder einer kreisfreien Stadt eines anderen Landes der Bundesrepublik Deutschland anreisen oder dort ihren Wohnsitz haben, in dem oder in der in den letzten sieben Tagen vor der geplanten Anreise die Zahl der Neuinfektionen mit dem Coronavirus SARS-CoV-2 laut Veröffentlichung des Robert-Koch-Instituts (RKI) höher als 50 pro 100.000 Einwohnern liegt. Ausgenommen sind Gäste, die über ein ärztliches Zeugnis in deutscher oder englischer Sprache verfügen, welches bestätigt, dass keine Anhaltspunkte für das Vorliegen einer Infektion mit dem Coronavirus SARS-CoV-2 vorhanden sind, und dieses der zuständigen Kreisverwaltungsbehörde auf Verlangen unverzüglich vorlegen.“
Am 28. Juli 2020 wurde § 14 Abs. 2 Satz 1 außer Kraft gesetzt. Der Bayerische Verwaltungsgerichtshof bemängelte die Pflicht der Beherbergungsbetriebe, täglich eigenständig die Tagesberichte des Robert Koch-Instituts zu studieren, um Risikogebiete als solche wahrnehmen zu können. Diese Berichte hätten zudem keine unmittelbare Rechtswirkung. Denn ein Bürger dürfe nicht „schrankenlos einer Normsetzungsgewalt ausgeliefert [sein], die ihm gegenüber weder staatlich noch mitgliedschaftlich legitimiert ist“. Auch sei ein automatisiertes Beherbergungsverbot bei Erreichen des Grenzwerts unverhältnismäßig. Es sei „fraglich, ob sich allein aus der Überschreitung einer 7-Tages-Inzidenz von 50 pro 100.000 Einwohnern die Erforderlichkeit eines Verbots der Beherbergung von Gästen aus diesen Landkreisen und kreisfreien Städten ergeben kann.“ Erforderlich sei eine behördliche Feststellung im Einzelfall über die Wahrscheinlichkeit einer flächendeckenden Ausbreitung des jeweiligen Infektionsgeschehens.
Der Freistaat Bayern passte seine Bestimmungen über eine Beherbergungsbeschränkung den Vorgaben der Richter an. Am 16. Oktober 2020 teilte die bayerische Landesregierung mit, dass sie die Beherbergungsbeschränkung für Gäste aus Risikogebieten auslaufen lassen wolle.
Mit Verordnung vom 30. Oktober 2020 erlaubte Bayern nur noch notwendige Beherbergungen, insbesondere zu beruflichen oder geschäftlichen Zwecken. Beherbergungen von Besuchen zu touristischen Zwecken waren danach ausdrücklich untersagt. Die Verordnung galt ab dem 2. November bis zum Ablauf des 30. November 2020. Mit Beschluss vom 5. November 2020 lehnte der Bayerische Verwaltungsgerichtshof einen Eilantrag gegen dieses Beherbergungsverbot ab. Der entscheidende Senat äußerte aber „erhebliche Zweifel, ob die mit dem vorliegenden Eilantrag angegriffenen Maßnahmen noch mit den Anforderungen des Parlamentsvorbehalts bzw. des Bestimmtheitsgebots aus Art. 80 Abs. 1 Satz 1 und 2 GG vereinbar sind“ (vgl. Wesentlichkeitstheorie). In der Kabinettsitzung vom 26. November 2020 wurde das Verbot über den 30. November hinaus bis zum 20. Dezember 2020 verlängert. Mit Verordnung vom 15. Dezember 2020 wurde eine entsprechende Regelung mit Geltung vom 16. Dezember 2020 bis zum 10. Januar 2021 in Kraft gesetzt. Diese Regelung galt bis zum 6. Juni 2021.

### Berlin
Ein Beherbergungsverbot oder eine Beherbergungsbeschränkung wurde in Berlin in der SARS-CoV-2-EindmaßnV vom 22. März 2020 beschlossen.
Mit Verordnung vom 29. Oktober 2020 wurden touristische Übernachtungen in Hotels und anderen Beherbergungsbetrieben untersagt. Die Verordnung galt ab dem 2. November bis zum Ablauf des 30. Novembers. Durch Verordnung vom 26. November 2020 wurde das Beherbergungsverbot bis zum 22. Dezember 2020 verlängert. Das Beherbergungsverbot wurde durch Verordnung vom 14. Dezember 2020 mit Geltung vom 16. Dezember 2020 bis zum 10. Januar 2021 verlängert. Diese Regelung galt bis zum Frühsommer 2021.

### Brandenburg
Die brandenburgische Landesregierung beschloss eine ab dem 27. Juni 2020 und zunächst bis zum 16. August 2020 gültige Beherbergungsbeschränkung.
Am 16. Oktober 2020 wurde diese außer Kraft gesetzt. Das Oberverwaltungsgericht Berlin-Brandenburg begründete die Maßnahme damit, dass die zu erwartende Eindämmung des Infektionsgeschehens in keinem angemessenen Verhältnis zu den Einschränkungen stehe, die Hotels und Vermieter hinnehmen müssten. Auch werde die durch die Verfassung geschützte allgemeine Handlungsfreiheit der Urlauber zu stark eingeschränkt.
Am 30. Oktober 2020 beschloss die Landesregierung eine neue Verordnung. Hiermit wurde der Beschluss der Ministerpräsidentenkonferenz vom 28. Oktober 2020 in Landesrecht umgesetzt. Übernachtungen zu touristischen Zwecken waren danach prinzipiell verboten, außer aus geschäftlichen oder anderen als notwendigen bewerteten Gründen. Die Verordnung galt ab dem 2. November bis zum Ablauf des 30. Novembers 2020. Wer den Urlaub vor dem 2. November begonnen hatte, musste mindestens am 4. November abreisen. Am 27. November wurde beschlossen, das Beherbergungsverbot bis zum 21. Dezember 2020 zu verlängern. Die Landesregierung hat nicht vor, zu Weihnachten oder zum Jahreswechsel Lockerungen von Beherbergungsverbot zu treffen, auch nicht für Verwandtenbesuche. Nach der Verordnung vom 15. Dezember 2020 galt vom 16. Dezember 2020 bis zum 10. Januar 2021: „Übernachtungsangebote gegen Entgelt dürfen unabhängig von der Betriebsform nur zu geschäftlichen oder dienstlichen Zwecken zur Verfügung gestellt werden.“ Darüber hinaus gab es bestimmte Ausnahmen für dringende private Anlässe gemäß § 11 Abs. 2 Satz 1 der Siebten SARS-CoV-2-Eindämmungsverordnung.

### Bremen
Ein Beherbergungsverbot oder eine Beherbergungsbeschränkung für inländische Gäste wurde in der Freien Hansestadt Bremen bis zum Oktober 2020 nicht beschlossen.
Am 31. Oktober erließ Bremen die Neunzehnte Coronaverordnung. Beherbergungsbetriebe wurden für die meisten Gäste geschlossen. Ausnahmen galten für Gäste, die nicht zu touristischen Zwecken übernachteten. Gegebenenfalls musste eine Versicherung an Eides statt hinterlegt werden. Die Verordnung galt vom 2. und sollte bis zum Ablauf des 30. Novembers 2020 gelten. Eine gleichlautende Regelung galt seit dem 18. November und sollte bis zum Ablauf des 15. Dezember 2020. Durch die Zweiundzwanzigste Coronaverordnung wurde eine gleichlautende Regelung mit Wirkung dem 1. Dezember 2020 erlassen, die bis zum 9. Januar 2021 gelten sollte. Nach Presseangaben vom Ende November/Anfang Dezember sah der Senat Verwandtenbesuche in der Weihnachtszeit nicht als Übernachtungen zu touristischen Zwecken an, so dass Hotelübernachtungen in dieser Zeit möglich wären. Jedoch wollten nur einige Hotels in Bremen überhaupt öffnen. Eine gleichlautende Regelung wurde durch Verordnung vom  15. Dezember 2020 verkündet, die vom 16. Dezember 2020 bis zum 10. Januar 2021 gelten soll. Ausnahmen galten für Ferienwohnungen und Gäste, die ihren ständigen Wohnsitz in Bremen haben, sowie für negativ Getestete und diesen nach der COVID-19-Schutzmaßnahmen-Ausnahmenverordnung Gleichgestellte (also die in der COVID-19-Schutzmaßnahmen-Ausnahmenverordnung definierten Geimpften und Genesenen).

### Hamburg
Am 30. Juni 2020 trat in Hamburg die Hamburgische SARS-CoV-2-Eindämmungsverordnung in Kraft. Sie bestimmte in § 16 Abs. 2 Satz 5: „Gäste mit touristischem Aufenthaltszweck haben schriftlich zu bestätigen, dass sie sich in den vorangegangenen 14 Tagen nicht in einem Landkreis oder einer kreisfreien Stadt außerhalb der Freien und Hansestadt Hamburg aufgehalten haben, in dem oder in der nach den Veröffentlichungen des Robert Koch-Instituts die Anzahl der Neuinfektionen mit dem Coronavirus je 100.000 Einwohner in den letzten 7 Tagen höher als 50 ist.“
Am 16. Oktober 2020 wies das Hamburgische Oberverwaltungsgericht in zweiter Instanz eine Beschwerde gegen die Beherbergungseinschränkung ab. Die Vorinstanz habe zu Recht dem Interesse an der öffentlichen Gesundheit und dem Infektionsschutz und damit dem durch Art. 2 Abs. 2 Satz 1 GG geschützten Recht auf körperliche Unversehrtheit einer Vielzahl von Menschen gegenüber den privaten Interessen der Antragsteller den Vorzug gegeben, befand das Gericht.
Ab dem 2. November 2020 durften in Hamburg keine Übernachtungen mehr zu touristischen Zwecken angeboten werden; hierzu zählten auch Familienbesuche. „Soweit Beherbergungs- oder Mietverträge bis zum 2. November 2020 abgeschlossen waren und die Miete oder Beherbergung begonnen hat, ist die Beherbergung oder Miete zu beenden, sobald sichergestellt ist, dass der Gast abreisen kann.“ Die entsprechende Verordnung trat mit Ablauf des 30. Novembers außer Kraft. Am 27. November beschloss der Senat, das Beherbergungsverbot aus dem November bis zum 20. Dezember 2020 aufrechtzuerhalten. Es wurde darüber hinaus verabredet, dass Übernachtungen in Hotels und Pensionen zum Zweck von Familienbesuchen über die Feiertage gestattet werden. Dies soll in einer neuen Verordnung geregelt werden, die ab dem 23. Dezember gelten soll. Mit Verordnung vom 14. Dezember 2020 wurden Übernachtungen zu den bestimmten, an Weihnachten ausnahmsweise erlaubten Familienbesuchen erlaubt. Im Mai 2021 waren Übernachtungen zu folgenden Zwecken erlaubt: „1. beruflich[e] veranlasste Aufenthalte, 2. medizinisch veranlasste Aufenthalte, 3. zwingend sozial-ethisch veranlasste Aufenthalte.“ Dies gilt ab dem 22. Mai 2021 weiterhin.

### Hessen
Am 26. Juni 2020 beschloss die hessische Landesregierung die Einführung einer Beherbergungsbeschränkung, „[u]m weitere Ansteckungsgefahren zu verhindern.“
Am 19. Oktober 2020 gab die Landesregierung bekannt, dass sie das bisher geltende „Beherbergungsverbot“ aufhebe. Hessen schließe sich der neuen Mehrheit der Länder an, die sich gegen Beherbergungsverbote und -beschränkungen ausspreche, und wolle, dass „die dringend für medizinische Zwecke notwendigen Testkapazitäten geschont werden“.
Am 29. Oktober 2020 beschloss die Landesregierung weitere Maßnahmen nach der Videokonferenz der Bundeskanzlerin mit den Chefs der Landesregierungen. Unter anderem wurden ab dem 2. November Übernachtungsangebote auf „notwendige“ und ausdrücklich nicht „touristische“ Zwecke beschränkt. Am 26. November beschloss das hessische Corona-Kabinett, die Maßnahmen zur Eindämmung der COVID-19-Pandemie gemäß den Gesprächen der Kanzlerin mit den Landeschefs zu verlängern. Die entsprechende Verordnung galt vom 1. bis 20. Dezember 2020. Die Begründung zur Verordnung nennt notwendige, zwingende geschäftliche und notwendige private Zwecke für Übernachtungen. Daneben nennt sie „Übernachtungsangebote zu touristischen Zwecken und damit als Teil von Freizeitaktivitäten“. Runde Geburtstage sollen z. B. keine zwingenden persönlichen Gründe darstellen, jedoch stand auf der Internetpräsenz des Landes Hessen: „Im Zeitraum vom 23. Dezember 2020 bis 27. Dezember 2020 sind Übernachtungen zum Zwecke von Familienbesuchen zulässig.“.
Im Mai 2021 waren Übernachtungen zulässig, wenn 1. „in Betrieben mit Gemeinschaftseinrichtungen (wie Hotels, Pensionen, Jugendherbergen und Campingplätze) die Übernachtungskapazitäten nur zu 60 Prozent ausgelastet werden; eine Überschreitung der Auslastungsgrenze ist in Betrieben zulässig, in denen ausschließlich Übernachtungen zu notwendigen Zwecken stattfinden“, 2. „bei Aufenthalten zu touristischen Zwecken ein Negativnachweis nach § 1b bei der Anreise sowie bei Aufenthalten von mehr als sieben Tagen zweimal wöchentlich vorgelegt wird; dies gilt nicht, wenn keine Gemeinschaftseinrichtungen vorhanden sind“, (gemäß der COVID-19-Schutzmaßnahmen-Ausnahmenverordnung dürfte dies nicht für die dort definierten Geimpften und Genesenen gelten, die Getesteten gleichgestellt waren) 3. „ein umfassendes Hygienekonzept, auch im Hinblick auf die Bewirtung der Übernachtungsgäste, insbesondere in Innenräumen, vorliegt.“

### Mecklenburg-Vorpommern
Am 15. März 2020 wurden Urlauber gebeten, die Inseln der Ostseeküste Mecklenburg-Vorpommerns zu verlassen.
Ab dem 20. März 2020 wurde ein Einreiseverbot über „Landesfremde“ verhängt. An den Hauptverkehrszufahrtstraßen ins Land wurden Fahrer von Autos mit landesfremden Kennzeichen auf ihre Berechtigung zum Aufenthalt in Mecklenburg-Vorpommern hin kontrolliert und ggf. des Landes verwiesen. Ein über Ostern geplantes Aufenthaltsverbot auch von Bürgern Mecklenburg-Vorpommerns auf den Inseln des Landes wurde vom Oberverwaltungsgericht Greifswald außer Kraft gesetzt.
Ab dem 18. Mai 2020 durften Hotels, Ferienwohnungen und Campingplätze Bürger aus Mecklenburg-Vorpommern beherbergen; ab dem 25. Mai galt diese Regelung für Bürger ganz Deutschlands. Am 12. Mai 2020 hatte Harry Glawe, Minister für Wirtschaft, Bau und Tourismus, allerdings verdeutlicht, dass Reisende aus Risikogebieten in Mecklenburg-Vorpommern nach wie vor nicht beherbergt werden dürften (= ein Beherbergungsverbot im engeren Wortsinn).
Am 20. Oktober 2020 setzte das Oberverwaltungsgericht Mecklenburg-Vorpommern Vorschriften der Corona-Lockerungsverordnung MV zu Einreise und Aufenthalt von Beherbergungsgästen nach und in Mecklenburg-Vorpommern (inzwischen war das Beherbergungsverbot in eine Beherbergungsbeschränkung umgewandelt worden) vorläufig außer Vollzug. „Ein sachlicher Grund, Beherbergungsgäste aus sog. Risikogebieten anders zu behandeln als z.B. Schüler, Studenten, Berufspendler und andere in der Verordnung genannten Personen, die ebenfalls aus sog. Risikogebieten einreisen und sich in Mecklenburg-Vorpommern aufhalten dürfen, sei nicht überzeugend dargelegt.“ Am Abend des gleichen Tages hob die Landesregierung die Pflichten zu Tests und Quarantäne für (Wieder-)Einreisende aus deutschen Risikogebieten mit Wirkung zum nächsten Tage auf.
Am 31. Oktober 2020 wurde im Anschluss an die Ministerpräsidentenkonferenz eine neue Verordnung erlassen. Danach waren touristische Übernachtungen verboten. Die Verordnung galt vom 2. November bis zum Ablauf des 30. Novembers 2020. Personen, die vorher angereist waren, durften bis zum 5. November bleiben. Die folgende Verordnung vom 28. November 2020 sah vor, dass in der Zeit vom 23. Dezember 2020 bis zum 1. Januar 2021 für Besuche innerhalb der Kernfamilie bis zu drei Übernachtungen in Beherbergungsbetrieben zulässig sein sollten. Am 16. Dezember 2020 wurde diese Regelung aber zurückgenommen.

### Niedersachsen
Bis zum 9. Oktober 2020 gab es in Niedersachsen kein Beherbergungsverbot bzw. keine Beherbergungsbeschränkung für inländische Gäste. Das „Redaktionsnetzwerk Deutschland“ bewertete es am 3. Oktober 2020 als „gute Nachricht“, dass in Niedersachsen und Bremen „Reisende aus innerdeutschen Risikogebieten weder in Quarantäne“ geschickt würden „noch mit Übernachtungsverboten in Hotels oder Ferienhäusern rechnen“ müssten.
Dieser Zustand wurde jedoch mit Wirkung vom 10. Oktober 2020 beendet, indem Reisende aus innerdeutschen Risikogebieten mit einer Beherbergungsbeschränkung belegt wurden, und zwar auch solche aus niedersächsischen Landkreisen und kreisfreien Städten sowie der Region Hannover.
Die Beherbergungsbeschränkung wurde am 15. Oktober 2020 vom Niedersächsischen Oberverwaltungsgericht außer Vollzug gesetzt. Das „Verbot“ sei nicht hinreichend bestimmt. Es erfasse Personen „aus“ Risikogebieten, ohne festzulegen, ob diese Personen dort einen Wohnsitz oder gewöhnlichen Aufenthalt haben müssten oder ein kurzzeitiger Aufenthalt genüge. Auch sei das „Verbot“ keine notwendige infektionsschutzrechtliche Schutzmaßnahme. Zudem greife das „Beherbergungsverbot“ unangemessen in die grundrechtlich geschützte Berufsausübungsfreiheit der Betreiber von Beherbergungsbetrieben ein.
Im Anschluss an die Videokonferenz der Bundeskanzlerin mit den Chefs der Landesregierungen erließ die Landesregierung eine neue Verordnung. Danach waren ab dem 2. November 2020 Übernachtungen „nur zu notwendigen Zwecken, wie zum Beispiel aus Anlass von Dienst- oder Geschäftsreisen,“ erlaubt. Übernachtungen „zu touristischen Zwecken“ waren ausdrücklich verboten. Bereits bestehende Aufenthalte durften fortgesetzt werden. Durch die nachfolgende Verordnung wurden diese Maßnahmen bis zum 20. Dezember 2020 fortgeführt. Aus der Begründung dieser Verordnung geht hervor, dass zu notwendigen Zwecken auch erlaubte Familienbesuche an Feiertagen zählen. Vom 24. bis zum 26. Dezember 2020 waren in Niedersachsen Hotelübernachtungen für Familienbesuche möglich.
Mit Wirkung vom 8. Mai 2021 wurde § 8 Abs. 2 der Niedersächsischen Corona-Verordnung geändert. Er bestimmte bis zum 19. Mai 2021: „Übernachtungsangebote und Vermietungsangebote in Bezug auf eine Einrichtung oder Anlage nach Absatz 1 dürfen sich nur an Personen richten, die in Niedersachsen ihren Wohnsitz haben, es sei denn, die Übernachtungen oder Vermietungen dienen ausschließlich notwendigen Zwecken, wie zum Beispiel Dienst- oder Geschäftsreisen.“
Ein Mann mit Wohnsitz in Nordrhein-Westfalen, der ab dem 22. Mai 2021 einen Urlaubs-Aufenthalt in einer Ferienwohnung auf Borkum gebucht hatte, klagte vor dem Niedersächsischen Oberverwaltungsgericht dagegen, dass die Niedersächsische Corona-Beherbergungs-Verordnung vom 9. Oktober 2020 für „Landesfremde“, nicht aber für „Landeskinder“ weiter Geltung besitzen sollte. Das Gericht setzte mit einem Eilbeschluss am 18. Mai 2021 vorläufig das Beherbergungsverbot für „Landesfremde“ außer Vollzug (Az.: 13 MN 260/21). Die neue Regelung der Landesregierung sei keine notwendige Infektionsschutzmaßnahme und stelle eine unzulässige Ungleichbehandlung dar. Das bloße Verbot der Beherbergung von auswärtigen Besuchern trage nur wenig zur Eindämmung des Infektionsgeschehens bei, da Tagestouristen trotzdem nach Niedersachsen kommen könnten, ohne einer Testpflicht zu unterliegen. Zudem seien von dem Verbot Beherbergungen durch Private, Beherbergungen zu anderen als touristischen Zwecken sowie die Nutzung von dauerhaft angemieteten oder im Eigentum befindlichen Immobilien und von dauerhaft abgestellten Wohnwagen, Wohnmobilen und ähnlichen Einrichtungen durch die Nutzungsberechtigten ausgenommen. Es sei zweifelhaft, ob die „Landeskinderregelung“ angesichts des beschränkten Nutzens erforderlich sei.

### Nordrhein-Westfalen
Ein Beherbergungsverbot oder eine Beherbergungsbeschränkung für inländische Gäste wurde in Nordrhein-Westfalen bis Oktober 2020 nicht beschlossen.
Mit Geltung zum 2. November 2020 wurde eine neue Coronaschutzverordnung erlassen. Übernachtungsangebote, die ab dem 29. Oktober angetreten wurden, waren demnach bis zum 30. November 2020 untersagt. Vom 1. Dezember bis zum 20. Dezember 2020 gilt dies für Übernachtungsangebote zu touristischen Zwecken weiterhin. In Nordrhein-Westfalen sollten ursprünglich vom 23. Dezember 2020 bis zum 1. Januar 2021 Hotelübernachtungen für erlaubte Verwandtenbesuche möglich sein. Nach Presseangaben wurde davon am 13. Dezember 2020 wieder Abstand genommen.
Mit Entscheidung vom 26. März 2021 lehnte das Oberverwaltungsgericht Nordrhein-Westfalen es ab, das geltende Beherbergungsverbot vorläufig außer Kraft zu setzen. Dies bezog sich auf die Coronaschutzverordnung vom 5. März 2021, zuletzt geändert mit der Verordnung vom 22. März 2021. Dabei hob das Gericht hervor, dass das Beherbergungsverbot sich auf den neuen § 28a Infektionsschutzgesetz (IfSG) stützen könne und insbesondere deshalb nicht gegen die Wesentlichkeitsdoktrin verstoße.

### Rheinland-Pfalz
Die Landesregierung Rheinland-Pfalz hatte ursprünglich geplant, zum 13. Oktober 2020 eine Beherbergungsbeschränkung für Reisende aus einem Risikogebiet außerhalb von Rheinland-Pfalz einzuführen. Diesen Plan gab die Landesregierung allerdings auf.
Die Beherbergung wurde mit Verordnung vom 30. Oktober neu geregelt. Diese Verordnung trat am 2. November 2020 in Kraft und trat mit Ablauf des 30. November 2020 außer Kraft. Einrichtungen des Beherbergungsgewerbes werden geschlossen. Bei Bedarf konnten sie für ausschließlich nicht-touristische Übernachtungen unter Beachtung der Hygienemaßnahmen öffnen. Rheinland-Pfalz hielt sich an die Bund-Länder-Beratungen über die Corona-Strategie und hielt deshalb Hotels und andere Beherbergungsbetriebe zunächst nach der folgenden Verordnung bis zum 20. Dezember geschlossen. Ab dem 16. Dezember galt nach der entsprechenden Nachfolgeverordnung: „Einrichtungen des Beherbergungsgewerbes, […] sind geschlossen. Sie können bei Bedarf ausschließlich für den nicht touristischen Reiseverkehr unter Beachtung der allgemeinen Schutzmaßnahmen öffnen.“ Nach der Begründung zu dieser Verordnung sollen dadurch „private und touristische Reisen […] verhindert“ werden.

### Saarland
Ab dem 26. Juni 2020 galt im Saarland eine Beherbergungsbeschränkung. Die Landesregierung hob diese Beherbergungsbeschränkung mit Wirkung zum 16. Oktober 2020 auf, da sie unverhältnismäßig sei.
Am 30. Oktober 2020 wurde eine neue Verordnung erlassen. Jegliche Unterkünfte durften nicht mehr zu touristischen Zwecken zur Verfügung gestellt werden. Hoteltypische Dienstleistungen waren nur noch zu beruflichen Zwecken und für „aus unabweisbaren persönlichen Gründen Reisende“ zulässig. Die Verordnung trat am 2. November 2020 in Kraft und mit Ablauf des 15. November 2020 außer Kraft. Am 13. November wurde eine weitere Verordnung erlassen, die entsprechende Regelungen enthielt. Diese Verordnung trat am 16. November 2020 in Kraft. Am 29. November 2020 trat die Nachfolgeregelung in Kraft. Danach galt: „Untersagt ist der Betrieb von Hotels, Beherbergungsbetrieben und Campingplätzen sowie die zur Verfügungsstellung jeglicher Unterkünfte zu privaten touristischen Zwecken. Abweichend hiervon ist der hoteltypische Betrieb nur für beruflich veranlasst oder aus unabweisbaren persönlichen Gründen Reisende zulässig.“ Diese Regelung galt zunächst bis zum 13. Dezember 2020. Die nächste Verordnung mit gleichlautender Regelung galt ab dem 14. Dezember 2020. Die gleichlautende Nachfolgeregelung galt bis zum 27. Dezember 2020.

### Sachsen
Ab dem 27. Juni 2020 galt in Sachsen eine Beherbergungsbeschränkung. Diese wurde mit Wirkung zum 17. Oktober 2020 aufgehoben.
Am 30. Oktober 2020 wurde eine neue Verordnung erlassen. Übernachtungsangebote für touristische Zwecke waren danach verboten. Die Verordnung war gültig vom 2. November bis 30. November 2020. Am 27. November 2020 wurde eine neue Verordnung erlassen mit Geltung vom 1. bis zum 28. Dezember 2020. Untersagt sind danach „Übernachtungsangebot[e], mit Ausnahme von Übernachtungen aus notwendigen beruflichen, sozialen oder medizinischen Anlässen“. Für die Zeit vom 24. Dezember 2020 bis 26. Dezember 2020 war allerdings auch die Übernachtung für in dieser Zeit ausnahmsweise erlaubte Verwandtenbesuche zugelassen.
Aufgrund von 7-Tage-Inzidenzen, die es deutschlandweit seit Beginn der Pandemie noch nicht gegeben hatte, griff die sächsische Landesregierung im November 2021 wieder auf das Instrument des Beherbergungsverbots zurück. Für den Zeitraum vom 22. November 2021 bis einstweilen zum 12. Dezember 2021 verbot sie „die Öffnung, de[n] Betrieb und die Durchführung von […] touristischen Beherbergungen einschließlich Camping- und Caravaningplätze sowie die Vermietung von Ferienwohnungen“ sowie „[a]lle Formen der Beherbergung zum Zweckes des Privatvergnügens (zum Beispiel Urlaub, Wellness)“. Ausgenommen von dem Beherbergungsverbot sind „nicht-touristische Beherbergungen (unter Einhaltung der 3G-Regel)“.

### Sachsen-Anhalt
In Sachsen-Anhalt galt vom 30. Juni 2020 an eine Beherbergungsbeschränkung für Touristen aus innerdeutschen Risikogebieten.
Am 30. Oktober 2020 wurde eine Änderungsverordnung erlassen. Betreibern von Beherbergungsstätten war es demnach vom 2. November bis zum 30. November 2020 untersagt, „Personen zu touristischen Zwecken zu beherbergen. Eine Beherbergung von Personen aus familiären oder beruflichen Gründen ist nur zulässig, soweit dies zwingend notwendig und unaufschiebbar ist.“ Mit Beschluss vom 4. November 2020 lehnte das Oberverwaltungsgericht Magdeburg es ab, diese Verordnung einstweilen außer Kraft zu setzen. Das touristische Beherbergungsverbot sei verhältnismäßig, insbesondere auch wegen der gleichzeitig beschlossenen Hilfen. Ob die Verordnung dem Parlamentsvorbehalt genüge (vgl. Wesentlichkeitstheorie), könne im einstweiligen Rechtsschutz offenbleiben.
Sachsen-Anhalt verlängerte den Teil-Lockdown bis kurz vor Weihnachten. Nach der entsprechenden Verordnung war es Beherbergungstätten (einschließlich Home-Sharing) „im Zeitraum vom 1. Dezember 2020 bis 20. Dezember 2020 untersagt, Personen zu touristischen Zwecken zu beherbergen. Eine Beherbergung von Personen aus familiären oder beruflichen Gründen ist nur zulässig, soweit dies zwingend notwendig und unaufschiebbar ist.“ In der Nachfolgeverordnung wurde ausdrücklich festgestellt: „Besuche zu Weihnachten und zum Jahreswechsel gelten nicht als zwingend notwendig und unaufschiebbar im Sinne des Satzes 2.“
Am 26. März 2021 erklärte das Landesverfassungsgericht Sachsen-Anhalt das Beherbergungsverbot durch die am 31. Oktober 2020 erlassene und bis zum 15. Dezember 2020 geltende Verordnung rückwirkend für nichtig, da die damit einhergehenden Eingriffe in Grundrechte mangels einer ausreichenden Ermächtigungsgrundlage verfassungswidrig waren.

### Schleswig-Holstein
Am 19. März 2020 erließ das Land Schleswig-Holstein ein landesweites Tourismusverbot. Dieses bedeutete nicht nur, dass es „landesfremden“ Touristen unmöglich war, in dem Land Beherbergung zu finden; bis zum 17. Mai 2020 war es ihnen auch verboten, nach Schleswig-Holstein (auch zu Tagestouren) einzureisen. Ab dem 18. Mai 2020 durften Beherbergungsbetriebe wieder „Landesfremde“ aufnehmen.
Am 9. Oktober 2020 erließ das Land Schleswig-Holstein eine Beherbergungsbeschränkung für „Einreisende aus einem inländischen Hochinzidenzgebiet“. Zuvor hatten sich Reisende aus einem innerdeutschen Risikogebiet einer 14-tägigen Quarantäne unterwerfen müssen, was de facto so abschreckend wie ein echtes Beherbergungsverbot gewirkt hatte.
Nachdem das Schleswig-Holsteinische Oberverwaltungsgericht am 15. Oktober einen Eilantrag gegen die Beherbergungsbeschränkung in Schleswig-Holstein zunächst abgewiesen hatte, folgte es am 23. Oktober 2020 den Entscheidungen der Oberverwaltungsgerichte anderer Länder und setzte die Beherbergungsbeschränkung außer Vollzug. Es liege ein Verstoß gegen das Gleichbehandlungsverbot vor, da aus anderen als touristischen Gründen Einreisende nicht solchen Beschränkungen unterlägen.
Am 1. November 2020 wurde eine neue Verordnung veröffentlicht. Danach galt insbesondere: „Eine Beherbergung erfolgt nur, wenn der Gast zuvor schriftlich bestätigt, dass die Übernachtung ausschließlich zu beruflichen, medizinischen oder zwingenden sozial-ethischen Zwecken erfolgt.“ Nach der Begründung der Verordnung galt: „Mit der engen Ausnahme des Sozial-ethischen sind beispielsweise unabweisbare Übernachtungen anlässlich von Bestattungen oder bei der Sterbegleitung [sic!] gemeint.“ Bestimmte Ausnahmen galten für bereits begonnene Beherbergungen. Diese Verordnung trat am 2. November 2020 in Kraft und mit Ablauf des 29. November 2020 außer Kraft. Mit Beschluss vom 23. November 2020 lehnte das Schleswig-Holsteinisches Oberverwaltungsgericht es ab, dieses Beherbergungsverbot einstweilen außer Vollzug zu setzen. In der Begründung des Beschlusses hieß es: „Das angeordnete Beherbergungsverbot ist auch unter dem Aspekt der grundrechtlich geschützten Gleichheit vor dem Gesetz (Art. 3 Abs. 1 GG) nicht zu beanstanden […]. Denn Beherbergungen zu beruflichen Zwecken sind weiterhin zulässig (vgl. § 17 Satz 1 Nr. 3 CoronaBekämpfVO), was seinen sachlichen (Rechtfertigungs-)Grund darin hat, dass dem Interesse an der Durchführung einer beruflich veranlassten Reise ein stärkeres Gewicht beizumessen ist als einer Reise aus privaten, das heißt touristischen, Gründen.“.
Eine gleichlautende Regelung trat am 30. November 2020 in Kraft und mit Ablauf des 20. Dezember 2020 außer Kraft.
In einer Regierungserklärung kündigte der Ministerpräsident Daniel Günther am 27. November 2020 an, dass Hotels „in der Zeit vom 23. bis zum 27. Dezember bis zu zwei Übernachtungen aus familiären Gründen anbieten“ dürften. Am 11. Dezember 2020 nahm der Ministerpräsident diese Ankündigung zurück. In der Begründung der zu Weihnachten 2020 geltenden Verordnung findet sich wieder die strenge Definition Ausnahme der Übernachtungen aus „zwingenden sozial-ethischen Zwecken“.
Am 17. Mai 2021 trat eine „Ersatzverkündung (§ 60 Abs. 3 Satz 1 LVwG) der Landesverordnung zur Bekämpfung des Coronavirus SARS-CoV-2 (Corona-Bekämpfungsverordnung – Corona-BekämpfVO)“ in Kraft, die am 11. Mai 2021 beschlossen worden war. Beherbergungsbetriebe durften demnach unter Einhaltung bestimmter Vorgaben öffnen und Touristen aus allen Bundesländern beherbergen. Lediglich in Kreisen und kreisfreien Städten, in denen die Regelungen der Bundesnotbremse griffen, war die touristische Beherbergung untersagt. Gäste durften grundsätzlich nur beherbergt werden, wenn sie einen negativen Test vorweisen konnten, der den Beherbergungsbetrieben bei Anreise vorgelegt werden musste. Gäste hatten zudem ihre Kontaktdaten anzugeben. Die Testung musste vor Reiseantritt erfolgt sein. Das Testergebnis durfte maximal 48 Stunden alt sein. Vollständig Geimpfte und Genesene mussten keinen negativen Test vorlegen. Zusätzlich mussten die Gäste den Beherbergungsbetrieben alle 72 Stunden einen Nachweis über einen negativen Test vorlegen.

### Thüringen
Ein Beherbergungsverbot oder eine Beherbergungsbeschränkung für inländische Gäste wurde in Thüringen 2020 nicht beschlossen. Thüringen vertrat laut Ministerpräsident Bodo Ramelow die Position, dass nach dem Infektionsschutzgesetz die Verantwortung zunächst bei den regionalen Gesundheitsämtern liege. Diese ordneten Quarantäne für infizierte Menschen oder Menschen mit Corona-Verdacht an. Sie dürften die Region, in der es einen Infektions-Hotspot gebe, nicht verlassen. Warum jedoch alle Menschen aus einer solchen Region nicht beherbergt werden sollten, sei Ramelow unverständlich.
Am 31. Oktober 2020 wurde eine neue Verordnung erlassen. Danach galt: „Entgeltliche Übernachtungsangebote dürfen nur für glaubhaft notwendige, insbesondere für medizinische, berufliche und geschäftliche Zwecke zur Verfügung gestellt werden. Übernachtungsangebote für touristische Zwecke sind untersagt; bereits aufgenommene Gäste müssen ihren Aufenthalt bis zum 5. November 2020, 12 Uhr beenden. Beherbergungsbetriebe, die ausschließlich Übernachtungsangebote für andere als in Satz 1 genannte Zwecke unterbreiten, sind zu schließen.“ Die Verordnung trat am 2. November in Kraft und mit Ablauf des 30. November 2020 außer Kraft.
Am 29. November 2020 wurde eine neue Verordnung veröffentlicht. Auch diese setzte das Verbot touristischer Beherbergungen bis auf die Übergangsregelung fast wortgleicht fort. Der wesentliche Teil der Verordnung galt ab dem 1. Dezember bis zum Ablauf des 20. Dezembers.
Nach der zu Weihnachten 2020 maßgeblichen Verordnung galt: „Entgeltliche Übernachtungsangebote dürfen nur für notwendige, insbesondere für medizinische, berufliche und geschäftliche Zwecke zur Verfügung gestellt werden. Übernachtungsangebote für touristische Zwecke sind untersagt. Beherbergungsbetriebe, die ausschließlich Übernachtungsangebote für andere als in Satz 1 genannte Zwecke unterbreiten, sind zu schließen.“ Nach der Begründung zu dieser Verordnung sind notwendige Zwecke eng auszulegen.

## Stellungnahmen
Im Oktober 2020 wurde intensiv darüber diskutiert wurde, ob selektive Beherbergungsverbote und -beschränkungen sinnvoll und geboten seien. Durch die erneute Verfügung eines (zunächst nur teilweisen) Lockdowns in Deutschland zum 2. November 2020 traten umfassende Verbote in Kraft.

### Wissenschaftler
Die meisten deutschen Virologen und Epidemiologen sprachen sich im Herbst 2020 gegen Beherbungsverbote und -beschränkungen aus.
Der Virologe Jonas Schmidt-Chanasit meint, dass das Beherbergungsverbot kein geeignetes Mittel sei, weil die Corona-Lage viel zu dynamisch sei. Damit sei dieses Mittel nicht zielgerichtet, nicht effektiv und letztendlich realitätsfremd. Durch Beherbergungsverbote würden Ressourcen vergeudet, weil innerdeutsche Reisende nicht der Hauptgrund für den Anstieg der Inzidenz seien. Der SPD-Gesundheitsexperte Karl Lauterbach behauptete am 12. Oktober 2020 sogar, keine Studie zeige, dass das Reisen innerhalb Deutschlands ein Pandemietreiber sei.
Die Virologin Melanie Brinkmann befürchtet, dass Beherbergungsverbote zu einer Stigmatisierung Reisender aus Risikogebieten führten.
Wissenschaftler der Johns Hopkins University in Baltimore hielten zwar im Oktober 2020 Reisen, insbesondere Fernreisen, auch im Inland, für einen der drei Hauptpandemietreiber. Allerdings reichten wenige Fernverbindungen aus, dafür zu sorgen, dass das Virus sich weltweit ausbreiten könne. Um einen Eindämmungseffekt zu erzielen, müssten Reisebeschränkungen so rigoros praktiziert werden wie in China (durch eine vollständige Abriegelung von Risikogebieten).
Dennoch warnte Lothar Wieler, Präsident des Robert Koch-Instituts, im Januar 2021 davor, dass Mobilität ein „Treiber von Pandemien“ sei. Daher müsse „jede unnötige Reise unterlassen“ werden. Im Februar 2021 gab das RKI eine neue Studie heraus, der zufolge Reisen kein Haupt-Pandemietreiber sei. Die hohe Quote der Rückkehrer aus dem Ausland  nach Deutschland im Sommer 2020 an den auf SARS-CoV-2 positiv Getesteten habe sich vor allem dadurch ergeben, dass diese Bevölkerungsgruppe im Sommer 2020 besonders oft getestet worden sei. Nicht Reisen an sich sei riskant, sondern eine relativ hohe 7-Tage-Inzidenz im Zielgebiet der Reise sowie das gehäufte Vorkommen von Mutanten dort.

### Ärzte
Ärztevereinigungen kritisieren, dass Beherbergungsverbote zu einer Ressourcenverschwendung führten, indem Reisewillige in Risikogebieten sich darum bemühen, durch einen negativen Test doch noch an ihrem Wunschziel eine Erlaubnis zur Beherbergung zu erreichen. Ulrich Weigeldt, Vorsitzender des Deutschen Hausärzteverbandes, gab zu bedenken, dass die Hausarztpraxen mit der Versorgung ihrer Patienten voll ausgelastet seien – gerade auch vor dem Hintergrund der beginnenden Infekt- und Grippeimpfzeit. Außerdem werde durch die steigende Nachfrage nach COVID-19-Tests in Hausarztpraxen dort das Risiko einer Infektion erhöht.

### Beherbergungsgewerbe
Der Präsident des Deutschen Hotel- und Gaststättenverbandes, Guido Zöllick, forderte am 14. Oktober 2020 eine Aufhebung des Beherbergungsverbots überall in Deutschland und einheitliche Regeln beim innerdeutschen Tourismus. An sich Reisewillige ließen sich, so Zöllick, nicht auf ein drohendes Beherbergungsverbot ein; sie stornierten ihren Aufenthalt oder buchten gar nicht erst den vielleicht geplanten Aufenthalt für den Herbst und Winter. Die Folge seien „dramatische Einbrüche bei den Buchungszahlen.“

## Weitgehende Delegitimierung von Beherbergungsverboten und -beschränkungen im Jahr 2021
Das Niedersächsische Oberverwaltungsgericht befasste sich in seinem Beschluss vom 18. Mai 2021 nicht nur mit der Ungleichbehandlung von „Landeskindern“ und „Landesfremden“. Es erklärt auch, dass es „auch im Hinblick auf das Grundrecht der allgemeinen Handlungsfreiheit aus Art. 2 Abs. 1 GG unangemessen“ erscheine, „auch Geimpfte und Genesene von der Beherbergung auszuschließen.“ Daraus lässt sich ableiten, dass Beherbergungsverbote und -beschränkungen nur noch als Mittel zur Abwehr von Gefahren praktiziert werden dürfen, die von Ungeimpften ausgehen. Deren Zahl ging im Verlauf des Jahres 2021 kontinuierlich zurück.
Das OVG Niedersachsen sieht in häufigen Testungen von Beherbergungswilligen eine ausreichende Alternative zu Beherbergungsverboten und -beschränkungen. Dieser Gedanke wird in 3G-Regelungen in die Praxis umgesetzt.

## Rückkehr von Beherbergungsverboten und -beschränkungen ab dem Herbst 2021
Das Urteil des OVG Niedersachsen und Urteile mit gleicher Tendenz setzen voraus, dass die Gefahren, die von Geimpften und Genesenen ausgehen, als „Restrisiko“ bewertet werden dürfen. Diese Annahme erwies sich bis zum Ende des Jahres 2021 als trügerisch, nachdem bekannt geworden war, dass die Wirkung von Impfungen gegen SARS-CoV-2 nicht so lang andauerten, wie dies zunächst erwartet worden war, und dass es in einem unerwartet hohen Ausmaß zu Impfdurchbrüchen kam. 
Während der vierten Pandemiewelle im Herbst 2021 und Winter 2021/2022 wurden in immer mehr Ländern 2G-Regelungen beschlossen. Diese führten zu einem landesweiten Beherbergungsverbot für Nicht-Geimpfte.